# Stanley Donen
Stanley Donen, född 13 april 1924 i Columbia i South Carolina, död 21 februari 2019 i New York, var en amerikansk filmregissör, filmproducent och koreograf. Bland Donens mest framgångsrika filmer märks New York dansar (1949) och Singin' in the Rain (1952), vilka han regisserade tillsammans med skådespelaren och dansaren Gene Kelly. Andra noterbara filmer är Kungligt bröllop (1951), Sju brudar, sju bröder (1954), Kär i Paris (1957), Pyjamasleken (1957), Indiskret (1958), Ett litet hår av hin (1958), Charade (1963) och Två på väg (1967).

## Biografi
I tonåren flyttade Stanley Donen till New York och när han var sexton fick han medverka i Richard Rogers och Lorenz Harts teateruppsättning av Pal Joey, där även Gene Kelly medverkade. 1943 fick han jobb som koreograf på Metro-Goldwyn-Mayer och han fick på nytt arbeta med Gene Kelly i filmen Omslagsflickan (1944). 1949 regisserade han sin första film, New York dansar, den första musikalfilmen som spelades in på plats.
1998 blev han tilldelad en hedersoscar.

## Filmografi i urval
Regi, om inget annat anges.

- 1943 – Det spritter i benen (Jack Donohues assistent, ej krediterad)
- 1944 – Omslagsflickan (koreograf, ej krediterad)
- 1944 – Hey, Rookie (assisterande koreograf, ej krediterad)
- 1946 – Under Mexikos himmel (koreograf)
- 1946 – Amor på villovägar (koreograf)
- 1947 – Kärlekskarusellen (danssekvenser)
- 1947 – Älskling på vågen (koreograf)
- 1947 – Killer McCoy (koreograf)
- 1948 – Gatans melodi (koreograf)
- 1948 – Vi träffas ikväll (dansregissör)
- 1948 – Banditen som kysstes (koreograf)
- 1949 – 9 man och en flicka (manus)
- 1949 – New York dansar
- 1951 – Kungligt bröllop
- 1951 – Bara inte bröllop
- 1952 – Singin' in the Rain
- 1952 – Han, hon och lejonet
- 1953 – Ge flickan en chans
- 1954 – Sju brudar, sju bröder
- 1954 – Av hela mitt hjärta
- 1955 – Alltid vackert väder
- 1955 – Under Bagdads måne
- 1957 – Kär i Paris
- 1957 – Pyjamasleken
- 1957 – Kyss dom från mej
- 1958 – Indiskret
- 1958 – Ett litet hår av hin
- 1960 – En gång till älskling
- 1960 – Kronan på verket
- 1960 – Lek på annans gård
- 1963 – Charade
- 1966 – Arabesque
- 1967 – Två på väg
- 1967 – Min kompis Djävulen
- 1969 – Trappan
- 1974 – Den lille prinsen
- 1976 – Oh, vilket sjöslag!
- 1980 – Mördarroboten
- 1984 – Vi skyller på Rio